# Zachery Ziemek
Zachery Ziemek (Itasca, 23 febbraio 1993) è un multiplista statunitense specializzato nel decathlon, classificandosi al 15º posto ai Mondiali di Pechino del 2015, al 7° alle Olimpiadi del 2016 e ottenendo la medaglia di bronzo ai mondiali di Oregon 2022.

## Palmarès
| Anno | Manifestazione  | Sede           | Evento    | Risultato | Prestazione | Note                          |
| ---- | --------------- | -------------- | --------- | --------- | ----------- | ----------------------------- |
| 2015 | Mondiali        | Pechino        | Decathlon | 15º       | 8 006 p.    |                               |
| 2016 | Giochi olimpici | Rio de Janeiro | Decathlon | 7º        | 8 392 p.    |                               |
| 2017 | Mondiali        | Londra         | Decathlon | dnf       | dnf         |                               |
| 2018 | Mondiali indoor | Birmingham     | Eptathlon | 6º        | 5 941 p.    |                               |
| 2021 | Giochi olimpici | Tokyo          | Decathlon | 6º        | 8 435 p.    |                               |
| 2022 | Mondiali        | Eugene         | Decathlon | Bronzo    | 8 676 p.    | Miglior prestazione personale |
| 2023 | Mondiali        | Budapest       | Decathlon | dnf       | dnf         |                               |
| 2024 | Giochi olimpici | Parigi         | Decathlon | 17º       | 7983 p.     |                               |